# Bob Talamini
(en) Statistiques sur pro-football-reference
Robert Guy Talamini, né le 8 janvier 1939 à Louisville et mort le 30 mai 2022, est un joueur américain de football américain.

## Biographie

### Enfance
Talamini étudie à la St. Xavier High School de sa ville natale de Louisville avant de se diriger vers l'université du Kentucky.

### Carrière

#### Université
Étudiant en faculté de 1956 à 1959, il est guard titulaire pendant trois ans dans l'équipe de football américain entraîné par Blanton Collier,. Lors de la saison 1958, il est l'un des piliers des Wildcats, permettant à l'université de poster le score de 5-4-1 sur l'année et décroche une sélection dans la troisième équipe de la saison 1959 pour la Southeastern Conference.

#### Professionnel
Bob Talamini est sélectionné au deuxième tour de la draft de l'AFL de 1960 par les Oilers de Houston mais par aucune équipe lors de la draft 1960 de la NFL. Dès son arrivée, Talamini devient un joueur récurrent des Oilers et va apparaître lors de 126 matchs consécutifs de saison régulière sans en manquer un seul. Il reçoit six nominations consécutives pour le All-Star Game de l'AFL de 1962 à 1967 et est échangé aux Jets de New York en 1968 contre un troisième tour lors de la draft 1969 de la NFL posé par Houston sur Rich Johnson.
Talamini ne dispute qu'une seule saison chez les Jets et alterne entre les deux côtés de la ligne offensive, remportant le Super Bowl III au terme de la saison 1968.